# Amador City
Amador City város az Amerikai Egyesült Államok Kalifornia államában, Amador megyében. Lakosainak száma 200 fő (2020. április 1.).

## Népesség
A település népességének változása:

| 2010 | 185 |
| 2020 | 200 |